# Hededet

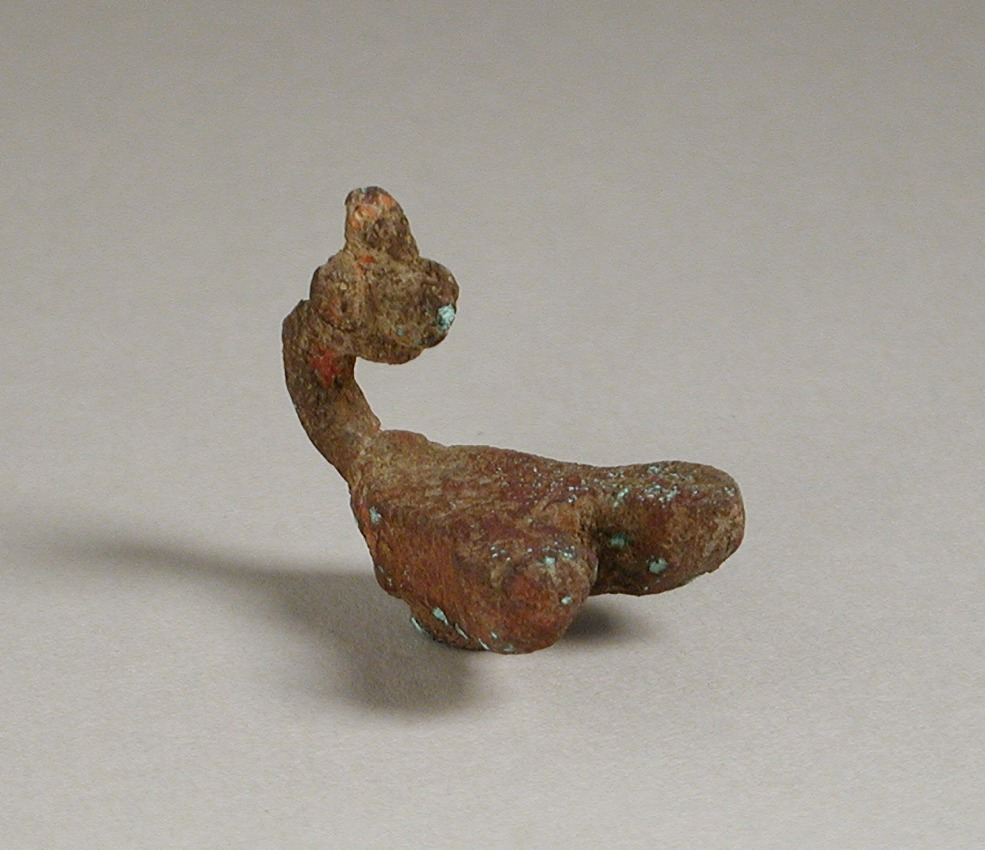
Amuleto bronzeo a forma di scorpione, d'epoca tolemaica. Los Angeles County Museum of Art.

Hededet o Hedjedjet (ḥdd.t) è una divinità egizia appartenente alla religione dell'antico Egitto, dea-scorpione (venerata perlopiù a Edfu e a Ieracompoli, nell'Alto Egitto) minore simile, sotto molto aspetti, alla dea-scorpione funeraria Selkis; tuttavia, fu assorbita dal culto della grande dea Iside in un periodo successivo (nel medesimo processo di assimilazione a cui andò incontro l'altra dea-scorpione minore Ta-Bitjet).
Era comunemente raffigurata come una donna con il capo sormontato da uno scorpione intenta ad allattare un bambino: condivideva infatti le connotazioni materne di Iside. Era invocata contro le punture di serpenti e altri animali velenosi, molto comuni in Egitto; in virtù dei suoi poteri contro le serpi era ritenuta una delle divinità protettrici del dio-sole Ra, suo padre, contro gli attacchi del terribile demone Apopi nel mondo dei morti, immaginato appunto come un enorme serpente: Hededet personificava, come Mafdet, le corde con cui Apopi sarebbe stato legato, e in seguito l'avrebbe punto rendendolo innocuo con il proprio veleno. È menzionata nel Libro dei morti.